# Vyborgskaïa (métro de Saint-Pétersbourg)
Vyborgskaïa (en russe : Вы́боргская) est une station de la ligne 1 du Métro de Saint-Pétersbourg. Elle est située dans le raïon de Vyborg, à Saint-Pétersbourg en Russie.
Mise en service en 1975, elle est desservie par les rames de la ligne 1 du métro de Saint-Pétersbourg.

## Situation sur le réseau

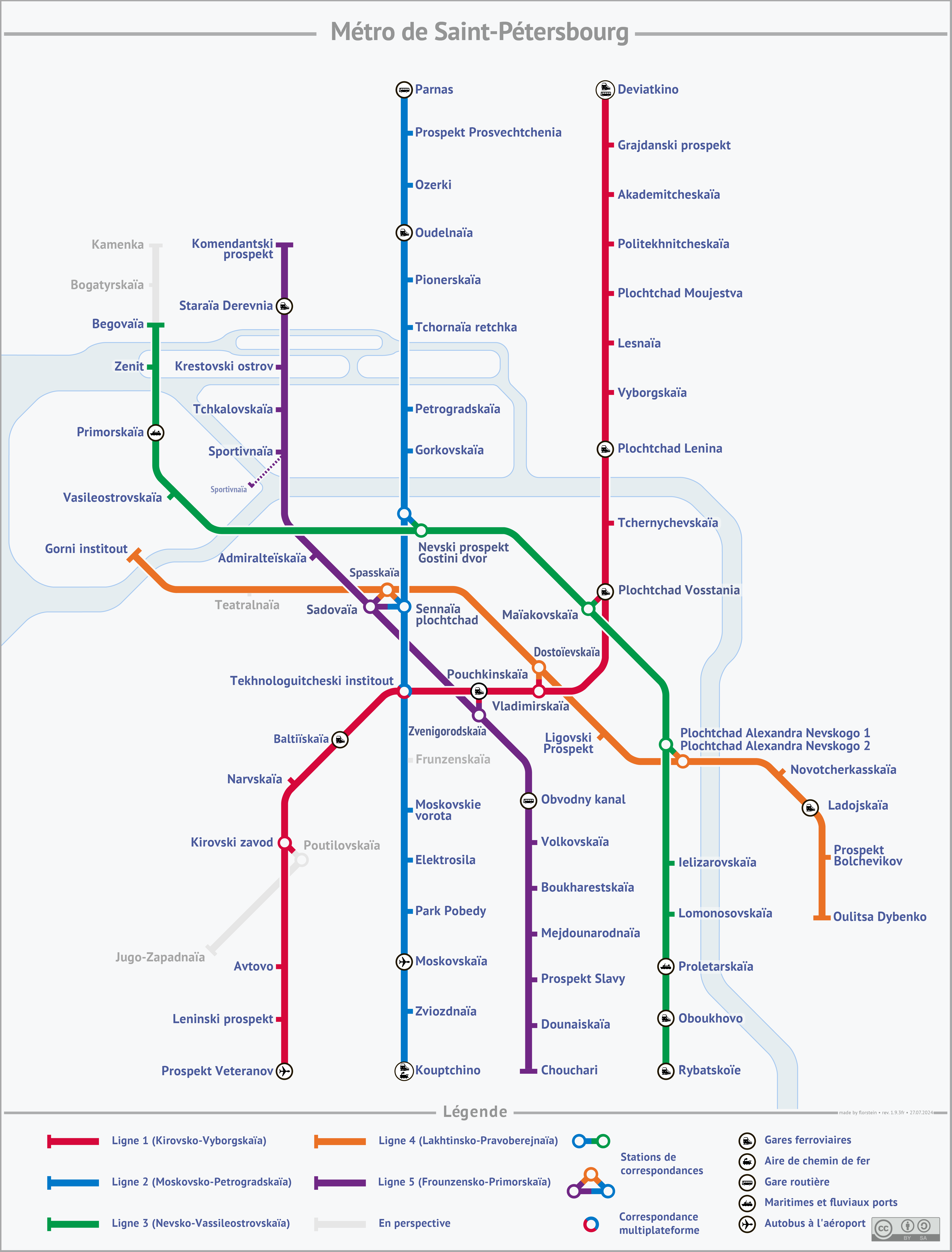
Plan du métro.

Établie en souterrain, à 63 mètres de profondeur, Vyborgskaïa est une station de passage de la ligne 1 du métro de Saint-Pétersbourg. Elle est située entre la station Lesnaïa, en direction du terminus nord Deviatkino, et la station Plochtchad Lenina, en direction du terminus sud Prospekt Veteranov.
La station dispose d'un quai central encadré par les deux voies de la ligne. 

## Histoire
La station Vyborgskaïa est mise en service le 22 avril 1975 lors de l'ouverture du prolongement de Plochtchad Lenina à Lesnaïa, nouveau terminus. Elle est nommée en référence à sa situation dans le quartier historique de Saint-Pétersbourg.
.

## Services aux voyageurs

### Accès et accueil
Elle dispose, en surface, d'un pavillon d'accès, en relation avec le quai de la station par un tunnel en pente équipé de trois escaliers mécaniques suivi d'un couloir et de deux escaliers fixes. Par ailleurs le hall est relié par un escalier fixe à un long passage souterrain piétonnier disposant de sept bouches de part et d'autre de la voie routière et des rails du tramway situés en surface.

Installations
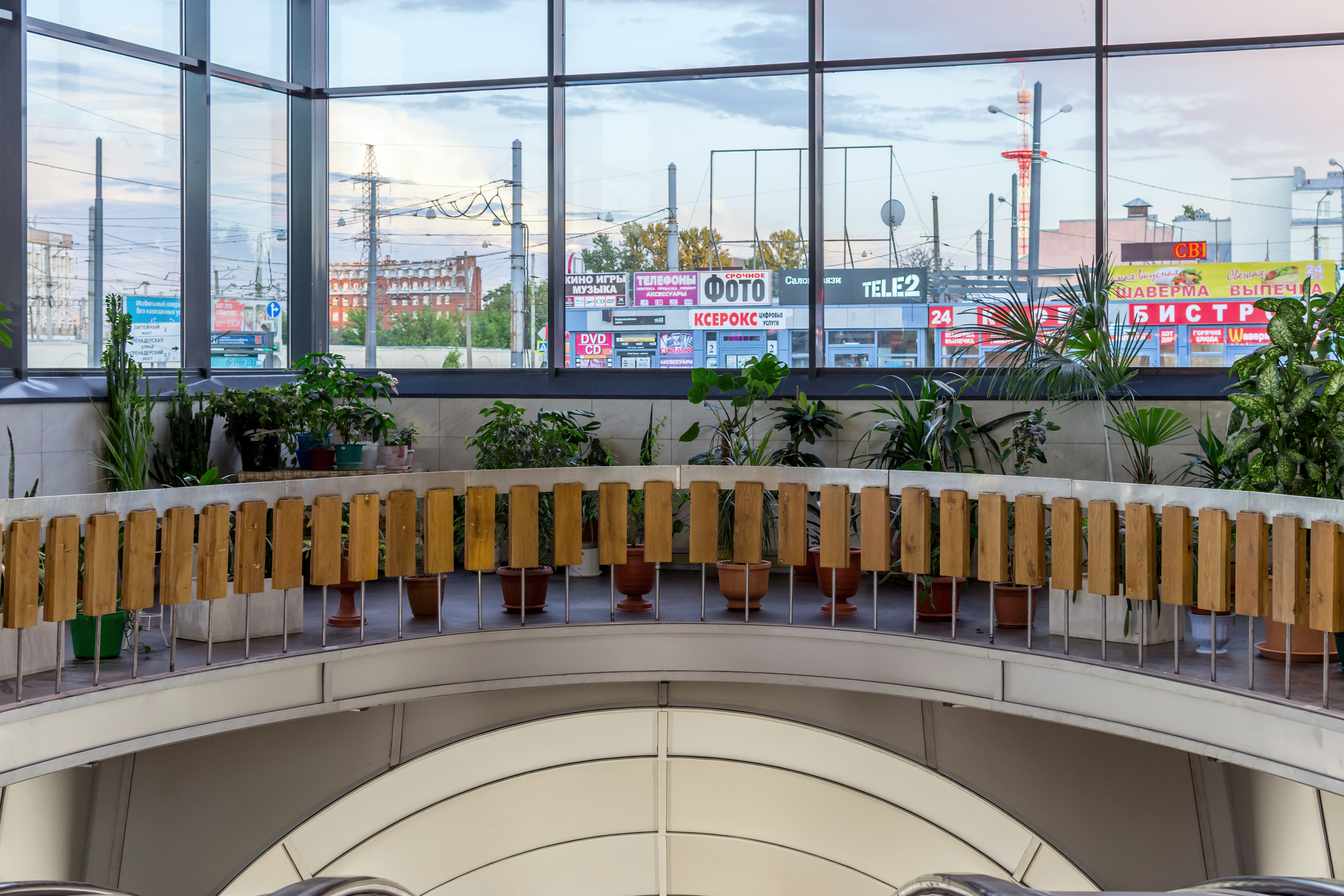
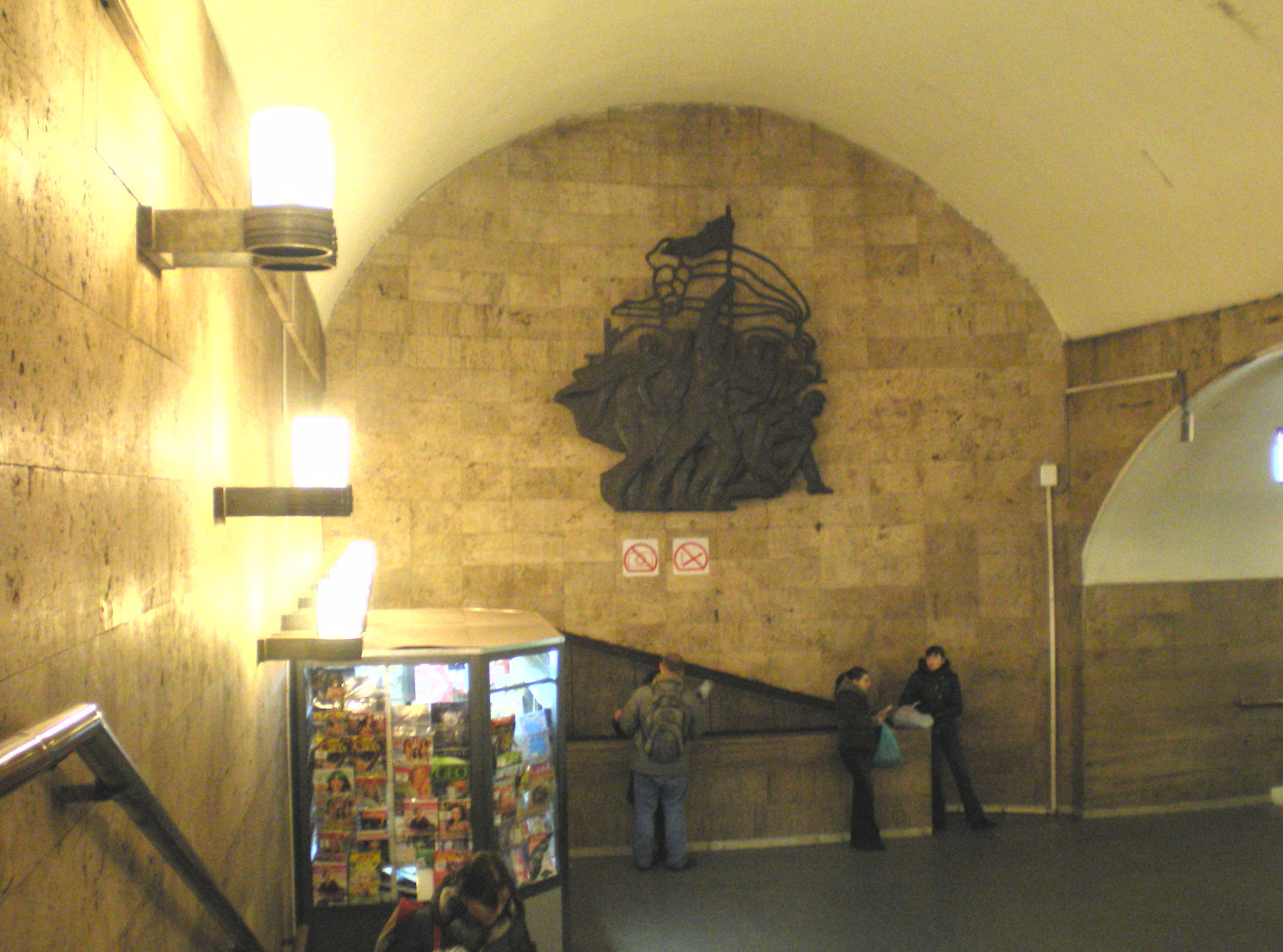

### Desserte
Vyborgskaïa est desservie par les rames de la ligne 1 du métro de Saint-Pétersbourg.

Installations et desserte
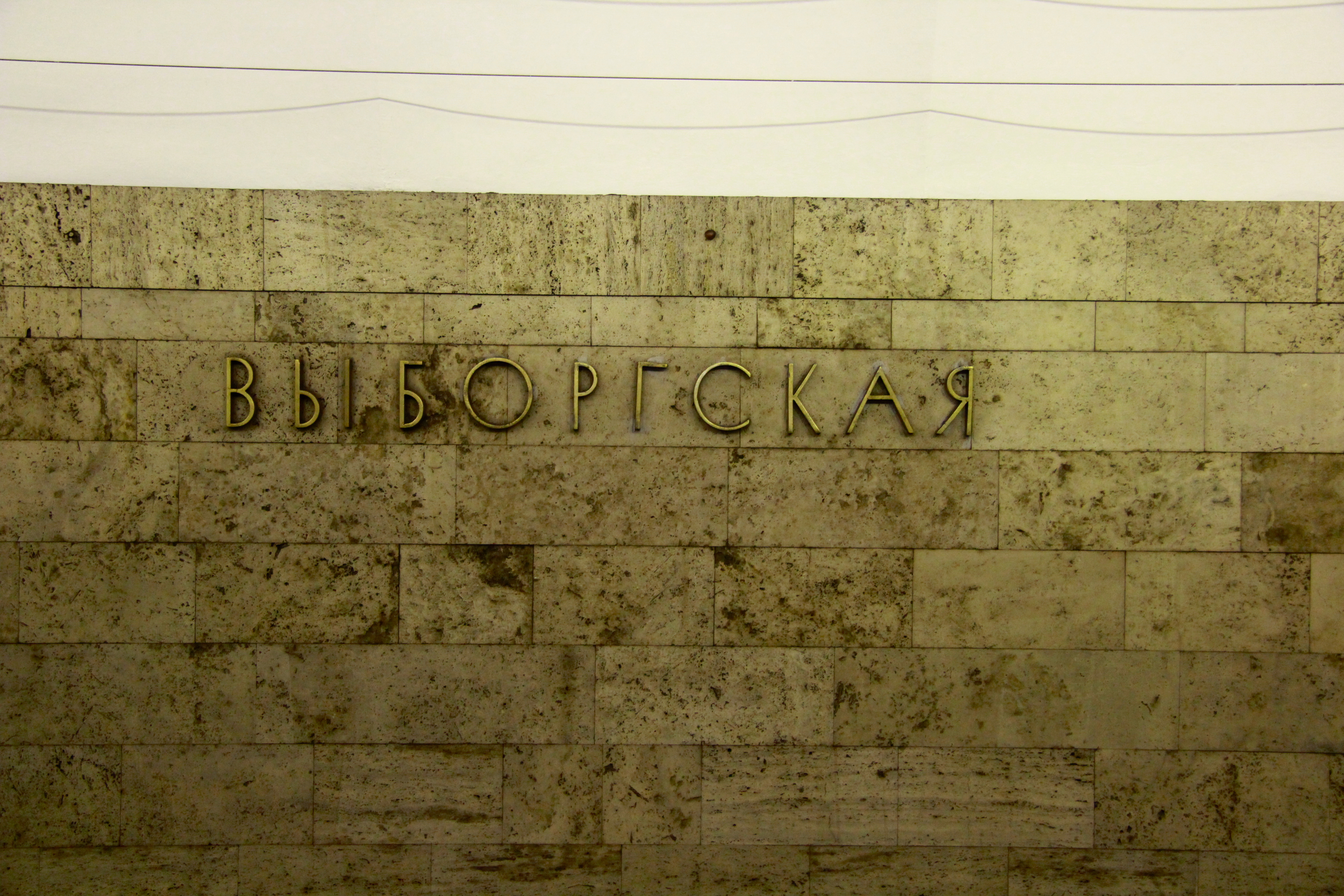
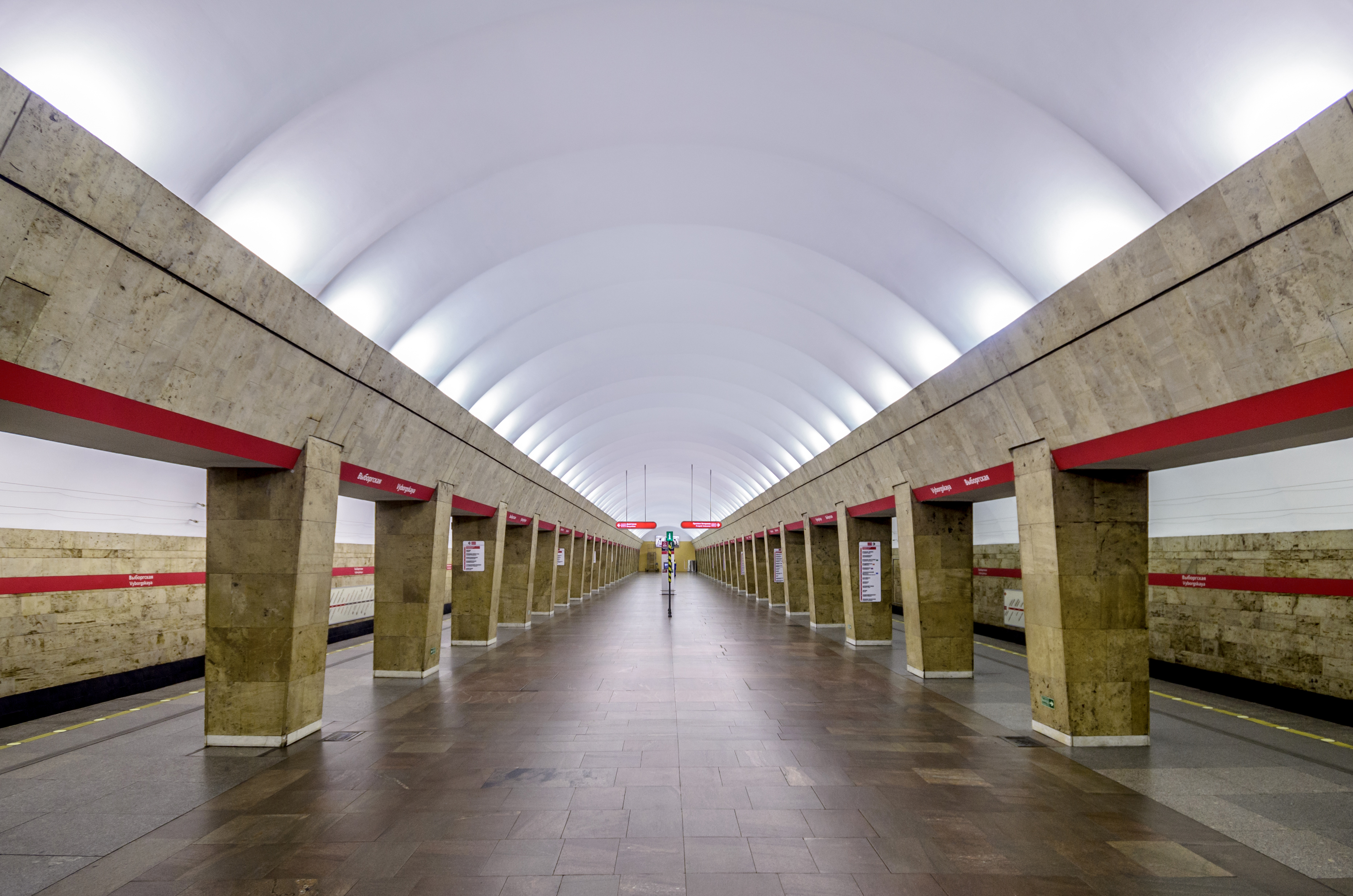
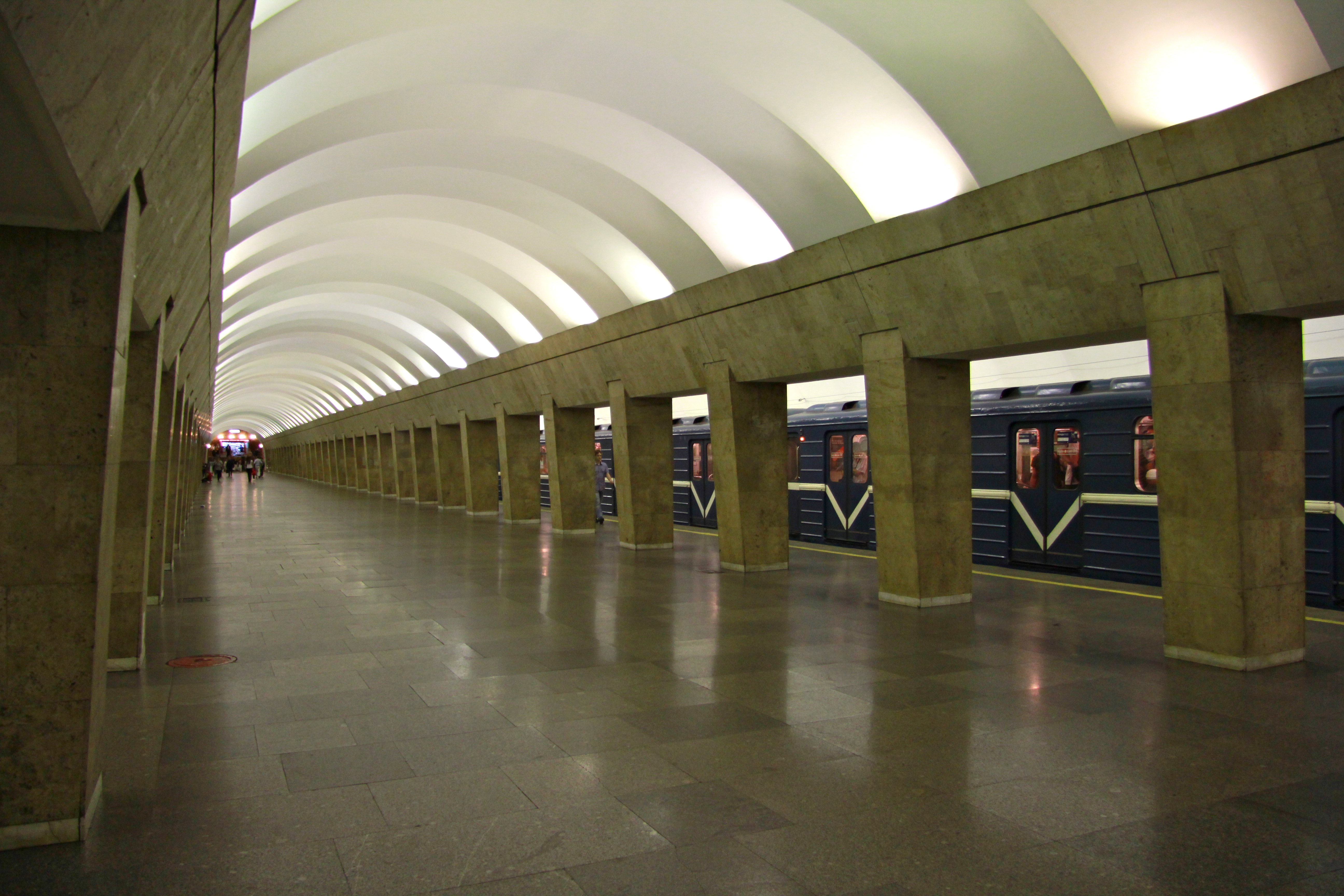

### Intermodalité
À proximité : une station du tramway de Saint-Pétersbourg est desservie par les lignes 20 et 61 ; et des arrêts de bus sont desservis par plusieurs lignes.